# Brian Flowers, Baron Flowers
Brian Hilton Flowers, Baron Flowers FRS (* 13. September 1924; † 25. Juni 2010) war ein britischer Physiker, der sich mit Kernphysik befasste.

## Leben
Brian Hilton Flowers ist der Sohn von Reverend Harold Joseph Flowers, er besuchte die Bishop Gore Grammar School in Swansea und das Gonville and Caius College in Cambridge, das er mit einem Abschluss als Master of Arts (Oxbridge) verließ. Sein Studium setzte er an der University of Birmingham fort und beendete es dort als Doctor of Science.
Flowers arbeitete von 1944 bis 1946 an dem britisch-kanadischen Atomprojekt mit dem Codenamen Tube Alloys in Chalk River in Ontario mit, wozu ihn John Cockcroft rekrutierte. Er forschte von 1946 bis 1950 über Kernphysik und Atomenergie am britischen Atomforschungszentrum Atomic Energy Research Establishment (AERE) in der Nähe von Harwell in Oxfordshire. Dort arbeitete er zunächst in der Gruppe von Otto Frisch und dann in der Theorie-Gruppe von Klaus Fuchs. Nach dessen Verhaftung 1950 als Spion ging Flowers zu Rudolf Peierls an die Universität Birmingham. 1952 wurde er zum Leiter der Abteilung für Theoretische Physik am AERE ernannt als Nachfolger von Fuchs. Diese Funktion übte er bis 1958 aus. Von 1958 bis 1961 wirkte er als Professor für Theoretische Physik an der Universität Manchester, von 1961 bis 1972 war er Langworthy Professor für Physik, von 1967 bis 1973 auch Vorsitzender des Science Research Council. Er war von 1973 bis 1985 Rektor des Imperial College London, von 1985 bis 1990 dessen Vizekanzler. Von 1994 bis 2001 war er Kanzler der Universität Manchester.
Als Physiker befasste er sich vor allem mit der Theorie der Kernstruktur und Kernspektroskopie. Er sorgte als Leiter der Theoriegruppe in Harwell für enge Zusammenarbeit mit Experimentatoren und trug in Zusammenarbeit mit Phil Elliott und anderen dazu bei, damals konkurrierende Kernstrukturmodelle (Schalenmodell, Kollektives Modell) miteinander in Einklang zu bringen. 1978 bis 1981 war er Vorsitzender der Commission on Energy and the Environment, die sich in ihrem Report 1976 gegen einen umfangreichen Ausbau der Kernenergie aussprach, solange das Problem nuklearen Abfalls nicht gelöst war.
Von 1966 bis 1970 war er Vorsitzender des Computer Board for Universities and Research Council, von 1971 bis 1981 gehörte er der britischen Atomic Energy Authority (UKAEA) an. 1972 bis 1974 war er Präsident des Institute of Physics. Von 1973 bis 1976 war er Vorsitzender der Royal Commission on Environmental Pollution, von 1974 bis 1980 Präsident der European Science Foundation, von 1977 bis 1979 Präsident der National Society for Clean Air. Von 1979 bis 1980 leitete er die Arbeitsgruppe für zukünftige medizinische und zahnmedizinische Bildungsmöglichkeiten der Universität London. Von 1983 bis 1985 war er Vorsitzender der Kommission der Vizekanzler und Universitätsleiter. Von 1988 bis 1991 gehörte er als Mitglied der Versammlung der Academia Europaea, von 1992 bis 2001 war er Gouverneur der University of Middlesex. In den Jahren 1992 und 1993 war er Vorsitzender der Prüfungskommission für das Akademische Jahr. Von 1990 bis 1997 gehörte er dem Rat der Royal Postgraduate Medical School als deren stellvertretender Vorsitzender an. Von 1991 bis 1995 war er Mitglied des Management Boards der London School of Hygiene and Tropical Medicine, in den Jahren 1994 und 1995 als dessen Vorsitzender. Von 1982 bis 1998 war er Treuhänder der Nuffield Foundation, ab 1987 als deren Vorsitzender. Seit 1998 war er stellvertretender Vorsitzender des Parliamentary Office of Science and Technology (POST).
Flowers gehörte seit dem 20. Februar 1979 dem House of Lords als Life Peer (Crossbencher) an.

## Ehrungen
Seit 1961 gehörte er als Fellow der Royal Society an. 1969 wurde er zum Knight Bachelor geschlagen, am 20. Februar 1979 wurde er mit dem Titel Baron Flowers, of Queen’s Gate in the City of Westminster, zum Life Peer erhoben. Seit 1981 war er Offizier der französischen Ehrenlegion.

## Familie
Er war seit 1951 mit Mary Frances Behrens verheiratet und hatte zwei Stiefsöhne.

## Werke (Auswahl)
- Properties of Matter (1970)
- An Introduction to Numerical Methods C++ (1995)